# Astral Projection
Astral Projection es un grupo de música electrónica de estilo Goa trance originario de Israel. Sus miembros, son Avi Nissim y Lior Perlmutter, siendo Yaniv Haviv y Guy Sabbag miembros pasados del grupo. Adicionalmente a su extensa discografía (la mayoría bajo su propio sello discográfico, Trust in Trance, que luego se fusionó con Phonokol), el grupo posee una extensa agenda internacional de presentaciones en vivo.
Con su estilo innovador y los BPMs característicos del Goa, el grupo ha producido grandes éxitos (especialmente en Europa e Israel), como "Kabalah", "People Can Fly", "Mahadeva" y "Dancing Galaxy".

## Discografía
- Trust in Trance 1 (Outmosphere Records/Phonokol 1994)
- Trust in Trance 2 (Outmosphere Records/Phonokol 1995)
- Trust in Trance 3 (Trust in Trance Records/Phonokol 1996)
- The Astral Files (Trust in Trance Records/Phonokol 1996)
- Dancing Galaxy (Trust in Trance Records/Phonokol 1997)
- Another World (Trust in Trance Records/Phonokol 1999)
- In the Mix (Trust in Trance Records/Phonokol 1999)
- Amen (Phonokol 2002)
- Ten (Phonokol 2004)